# Турбаєвський Микита Анатолійович
Микита Анатолійович Турбаєвський (нар. 12 березня 2002, Донецьк, Україна) — український футболіст, воротар луганської «Зорі».

## Клубна кар'єра

### «Шахтар» (Донецьк)
Народився в Донецьку, вихованець «Шахтаря». Виступав за юнацьку та молодіжну команду «гірників», за першу команду донеччан не грав через високу конкуренцію серед її воротарів.

### Оренда в «Маріуполь»
У середині липня 2021 року розпочав підготовку до нового сезону в складі «Маріуполя», з яким 20 липня того ж року уклав 1-річну орендну угоду. За першу команду «приазовців» дебютував 22 вересня 2021 року в переможному (6:5, серія післяматчевих пенальті) виїзному поєдинку 1/16 фіналу кубку України проти луцької «Волині».

## Кар'єра в збірній
У 2017 році провів 1 поєдинок у футболці юнацької збірної України (U-15).
У футболці юнацької збірної України (U-17) дебютував 10 жовтня 2018 року в нічийному (2:2) виїзному поєдинку юнацького чемпіонату Європи (U-17) проти однолітків з Ісландії. Турбаєвський вийшов на поле в стартовому складі та відіграв увесь матч. Загалом на вище вказаному турнірі зіграв 3 поєдинки.
З 2021 року викликається до молодіжної збірної України.